# Andreas Renell
Andreas Renell (* 21. November 1955 als Andreas Reinl in West-Berlin) ist ein deutscher Theater- und Filmschauspieler und Synchronsprecher.

## Leben
Andreas Renell ist Sohn des Regisseurs Harald Reinl und der Schauspielerin Karin Dor.
Andreas Renell ist Fernseh-, Theater- und Filmschauspieler, sowie Synchronsprecher, -autor und -regisseur, der seine berufliche Laufbahn in den 1980er Jahren zunächst unter seinem ursprünglichen Namen Andreas Reinl begann, bevor er Anfang der 1990er Jahre nach Los Angeles übersiedelte, um während über zehn Jahren dort an verschiedenen Theatern und Fernsehproduktionen tätig zu sein. Weil sein eigentlicher Name für Amerikaner nur schwer auszusprechen war, benannte er sich in Renell um.

## Filmografie (Auswahl)
- 1982: Und die Tuba bläst der Huber (Fernsehserie, eine Folge)
- 1984 bis 1987: Kommissar Zufall (Fernsehserie, mehrere Folgen)
- 1984: Mensch Bachmann (Fernsehserie, eine Folge)
- 1984–1986: Derrick (Fernsehserie, mehrere Folgen)
- 1984–1987: Der Alte (Fernsehserie, mehrere Folgen)
- 1984–1987: Die Krimistunde (Fernsehserie, 3 Folgen)
- 1985–1987: Aktenzeichen XY … ungelöst (Fernsehsendung, 5 Folgen)
- 1988–1990: Forstinspektor Buchholz (Fernsehserie, 22 Folgen)
- 1991: Primrose (Film)
- 1992: Sturm der Liebe (Fernsehserie, 5 Folgen)
- 1992: The Adventures of Brisco County Jr. (Fernsehserie, eine Folge)
- 1993: Abenteuer Wildbach (Fernsehserie, eine Folge)
- 1994: Pentathlon (Kinofilm)
- 1994: Ausgerechnet Alaska (Northern Exposure, Fernsehserie, eine Folge)
- 1994: Mord ist ihr Hobby (Murder, She Wrote, Fernsehserie, eine Folge)
- 1995: Ultragirl (Film)
- 1996: Stadtklinik (Fernsehserie, 3 Folgen)
- 1998: The Switch (Film)
- 2001: Ein kurzer Besuch (Film)
- 2002: Dr.Frank (Fernsehserie, eine Folge)
- 2002: Schmutziges Gold (Fernsehdokumentation mit nachgestellten Spielszenen)
- 2004: Beyond the Sea – Musik war sein Leben (Beyond the Sea)
- 2008: Tatort: Liebeswirren
- 2009–2012: Sturm der Liebe (Fernsehserie, 11 Folgen)
- 2013: Hubert und Staller (Fernsehserie, eine Folge)